# Alexander Goette
Alexander Wilhelm Goette, född 31 december 1840 i Sankt Petersburg, död 5 februari 1922, var en rysk-tysk zoolog.
Goette blev 1877 professor i Strassburg, 1882 i Rostock och var därefter åter 1886-1918 professor i Strassburg. Han behandlade i sina skrifter huvudsakligen högre och lägre djurs embryologi och utgav Lehrbuch der Zoologie (1902).